# 坪田理基男
坪田 理基男（つぼた りきお、1923年6月23日 - 2017年4月14日）は、日本の児童文学作家、児童文学研究者。「びわの実学校」同人。

## 略歴
東京生まれ。太平洋戦争時代は海軍に従軍。復員し、明治大学を卒業後、出版社に勤務。
児童文学作家、児童文学研究者である坪田譲治の三男。

## 著書
- 『絵をかくはと』（おのきがく絵、ポプラ社） 1972
- 『にせアカシアの花』（藤沢友一絵、金の星社） 1972
- 『一本のビワの木』（岡林茂生画、高橋書店） 1975
- 『子そだてゆうれい ゆうれいの話』（集英社、 母と子の日本の民話） 1976
- 『シューベルト』（主婦の友社、少年少女世界伝記全集） 1977
- 『トルストイ名作集』（主婦の友社、少年少女世界名作全集） 1977
- 『坪田譲治作品の背景 ランプ芯会社にまつわる話』（理論社、ノンフィクションシリーズ） 1984
- 『二せきの魚雷艇』（津田光郎絵、国土社、現代の民話・戦争ってなあに） 1991